# Forrest Hancock
Forrest Hancock, född 1778 i Kentucky, död 1847 i Kentucky, var en trapper boende och verksam i dåvarande Missouriterritoriet. Han är för eftervärlden känd som en av de två fångsmän vilka övertalade Lewis och Clark att låta John Colter återvända med dem till vildmarken, när Lewis och Clarks expedition var på hemväg efter två år i fält.

## Familjeliv
Forrest Hancock var gift med Emily Boone. Paret hade åtminstone ett barn fött 1797.  Familjen flyttade 1799 tillsammans med Hancock  far och bror till spanska Missouri i samband med den stora utflyttningen från Kentucky, som Daniel Boone organiserade. Hancock brukade där en 400 tunnland stort jordbruk. Han skall ha gift om sig med en änka Fleming och tog efter hennes död med sig sin tioårige styvson till mandanernas byar, eftersom det inte fanns någon som kunde ta hand om pojken.

## Trapper i Missouri
Forrest Hancock hade fått upplysningar om Lewis och Clarks expedition av Daniel Boone. På timmerhuggning hade han lärt känna Joseph Dickson från Illinois. De beslöt sig för att ge sig iväg i expeditions kölvatten för att bedriva pälsfångst längs Missouriflodens övre lopp. Vintern 1804-1805 tillbringade de i vad som nu är de västra delarna av Iowa. De hade lycka med fångsten, men fick alla sina pälsverk stulna. Vintern 1805-1806 ingick de i ett större fångstlag, men deras pälsverk stals av lakotaindianer och Dickson blev sårad i en strid.

## Klippiga Bergen
I augusti 1806 var Hancock och Dickson åter på väg till fångstmarkerna, när de mötte Lewis och Clarks expedition i närheten av mandanernas byar. De övertalade Lewis att låta Colter ta avsked och följa med dem tillbaka till vildmarken. Vid Missouriflodens källflöden blev fångstmännen osams och Hancock och Colter lämnade Dickson att övervintra ensam. Själva återvände de till mandanernas byar. Hancock återkom till St. Louis i juli 1807 och Colter begav sig hemåt något senare.

## Senare liv
Forrest Hancocks gård förekommer på en förteckning över obetalda skatter 1817 och hans namn förekommer inte i de folkräkningar som företogs 1817 och 1819. Det senare året brukas hans gård av en annan medlem av familjen Hancock. Den bristande dokumentationen kan bero på att Hancock tillbringade en stor del av sitt liv i vildmarken.